# 1e Oekraïense Front
Het 1e Oekraïense Front (Russisch: Пе́рвый Украи́нский фронт) was een legergroep (front) van het Rode Leger (Sovjet-Unie) dat in de Tweede Wereldoorlog vocht in Oekraïne, Polen, Duitsland en Tsjechoslowakije.
Het werd op 20 oktober 1943 opgericht vanuit het Voronezj Front met als nieuw doel om Oekraïne te bevrijden. Het Front bestond uit Russen, Oekraïners, Tsjetsjenen en Georgiërs.

## Veldslagen

### Oekraïne
Van 3 tot 13 november 1943 was het Front in de aanval bij Kiev. Van 13 november tot 22 december 1943 waren ze in de verdediging.
Van 24 december 1943 tot 14 januari 1944 vocht het Front bij Zjytomyr en Berdytsjiv.
Van 24 januari tot 17 februari 1944 vocht het Front in de Slag om Korsoen.
Van 27 januari tot 11 februari 1944 vochten ze bij Rivne en Loetsk
Van 4 maart tot 17 april 1944 vochten ze bij Chmelnytsky en Tsjernivtsi.
Van 13 juli tot 29 augustus 1944 vochten ze bij Lviv en Sandomierz

### Polen
Van 8 tot 24 februari 1945 vocht het Front in Neder-Silezië en van 15 tot 31 maart in Opper-Silezië  in het Weichsel-Oderoffensief. Het belegerde Breslau.

### Duitsland
In de Slag om Halbe vernietigde het Front het grootste deel van het 9e Leger (Wehrmacht) ten zuiden van Berlijn. 
Van 16 april tot 8 mei 1945 vocht het Front voorop in de Slag om Berlijn.
Eenheden van het Front ontmoetten Amerikaanse troepen bij de Elbe.

### Tsjechoslowakije
Van 6 tot 11 mei 1945 vocht het front het Praagoffensief.
Na de Tweede Wereldoorlog bleven de troepen bij de groep van centrale mogendheden in Oostenrijk en Hongarije tot 1955. In 1968 keerden ze terug en sloegen ze de Praagse Lente neer.

## Slagorde
Aanvankelijk:
- 1e Garde Cavalerie
- 27e Leger
- 38e Leger
- 40e Leger
- 47e Leger
- 60e Leger
- 3e Garde Tankleger
- 13e Leger
- 2e Luchtleger

Later:
- 5e Gardeleger
- 2e Pools Leger
- 52e Leger
- 4e Garde Tankleger
- 28e Leger
- 31e Leger
- 3e Gardeleger

## Commandanten
- Filipp Golikov: 1942,
- Nikolaj Vatoetin: oktober 1943 – maart 1944
- Georgi Zjoekov: maart – mei 1944
- Ivan Konev: mei 1944 – mei 1945